# Polyrhaphis spinipennis
Polyrhaphis spinipennis es una especie de escarabajo longicornio del género Polyrhaphis, tribu Polyrhaphidini, subfamilia Lamiinae. Fue descrita científicamente por Castelnau en 1840.
La especie se mantiene activa durante los meses de enero, febrero, marzo, abril, mayo, agosto, septiembre, octubre, noviembre y diciembre.

## Descripción
Mide 19,8-31,5 milímetros de longitud.

## Distribución
Se distribuye por Argentina, Brasil, Paraguay y Uruguay.